# Дмитрієвський сільський округ (Бородуліхинський район)
Дми́трієвський сільський округ (каз. Дмитриевка ауылдық округі, рос. Дмитриевский сельский округ) — адміністративна одиниця у складі Бородуліхинського району Абайської області Казахстану. Адміністративний центр — село Дмитрієвка.
Населення — 1199 осіб (2021; 1317 у 2009, 1542 у 1999, 2116 у 1989).
Станом на 1989 рік існувала Дмитрієвська сільська рада (села Борове, Дмитрієвка).

## Склад
До складу округу входять такі населені пункти:
| Населений пункт  | Старі назви | Населення, осіб (1989) | Населення, осіб (1999) | Населення, осіб (2009) | Населення, осіб (2021) |
| ---------------- | ----------- | ---------------------- | ---------------------- | ---------------------- | ---------------------- |
| Борове, село     | -           | 260                    | 212                    | 129                    | 50                     |
| Дмитрієвка, село | -           | 1856                   | 1330                   | 1188                   | 1149                   |